# Fórmula Barnett

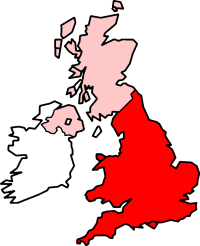
Inglaterra y Gales (rojo). Escocia e Irlanda del Norte (rosa).

La fórmula Barnett (Barnett formula) es el nombre del sistema utilizado en Reino Unido para determinar el nivel de las transferencias estatales que reciben las administraciones con autonomía para cubrir los gastos de servicios cuyo responsabilidad ha sido transferencia a las tres administraciones autónomas.

## Funcionamiento
La fórmula permite garantizar que los territorios autónomos reciben transferencias del gobierno central proporcionales a su peso demográfico. Solo se aplica para las políticas que han sido "devueltos" a las administraciones autónomas. Todo incremento de gasto en Inglaterra se repercuta sobre las transferencias que reciben Escocia, Gales e Irlanda del Norte.

## Historia
La predecesora de la fórmula Barnett fue la fórmula Goschen (de 1888), utilizada para determinar los recursos del gobierno autónomo de Irlanda previa a su secesión del Reino Unido en 1919.
En 1970 Inglaterra contaba con 85% de la población del Reino Unido mientras que Escocia contaba con 10%. según la fórmula escocia recibiría entonces 10/85 del gasto en Inglaterra.En 1999 la proporción fue reducida por la reducción del peso demográfico de Escocia.

## Controversia
Esta fórmula es criticada por varios razones:
1. No refleja el coste de la vida de las regiones.
2. Sólo se aplica a los incrementos de gasto público no al existente.
3. No refleja la recaudación fiscal de las regiones.